# Баром Кагью
Баром Кагью (тиб. 'Ba-rom) — подшкола линии кагью тибетского буддизма, основанная Баромом Дармой Вангчуком. Он построил монастырь Баром, от имени которого эта школа и получила своё название.
Эта малочисленная школа была распространена в Каме. В наши дни у неё не очень много последователей. Одним из тех, кто её придерживался, был Тулку Урген Ринпоче. Основной монастырь Ургьена Тулку Ринпоче — Лачаб Гомпа, находится в Нангчене в Восточном Тибете. Сейчас там соединили и используют две практики: как Баром Кагью, так и Чоклинг Терсар.
Цитата из книги Тулку Ургьена Ринпоче «Нарисованное Радугой»:

И в семье, и по линии Дхармы Самтен Гьяцо происходил из Баром Кагью. Эта линия началась с мастера по имени Баром Дхарма Вангчук, одного из главных учеников Гампопы. Учителем Гампопы был Миларепа. Учителем Миларепы был Марпа Переводчик. Учителем Марпы был Наропа. Учителем Наропы был Тилопа. Учителем Тилопы был будда Ваджрадхара.
Мы проследили линию вверх, до её источника. Проследим её вниз. У Баром Дхарма Вангчука был ученик Тиши Репа. Учеником Тиши Репы был Сангва Репа Карпо; у него, в свою очередь, был ученик Цангсар Люмей Дордже, который был моим предком. Его главным учеником был его племянник, Цангсар Чжангчуб Шенну.
Линия Баром Кагью переходила от отца к сыну десять поколений, до Цангсара Лхацуна, который достиг Радужного Тела. Все они были царями Нангчена. Вдобавок к этому, они занимали разные политические и религиозные посты, называемые «Тиши», «Пакши» и «Гуши», данные им китайским императором. Когда царство Нангчен со временем разделилось на два царства, моя семья отказалась от права на трон, и мужчины стали «нгагпами» (практикующими) в белых одеяниях. Род продолжался, но члены этой семьи перестали быть царями страны. В это время Тибет разделился на несколько областей, включающих Центральный Тибет и восточные провинции Дерге и Нангчен. После достижения Цангсаром Лхацуном Радужного Тела прошло ещё несколько поколений, и родился мой отец.